# Vogorno
Vogorno is een plaats en voormalige gemeente in het Zwitserse kanton Ticino en maakt deel uit van het district Locarno.
Vogorno telt 302 inwoners.